# Élections législatives de 1981 en Gironde
Les élections législatives françaises de 1981 en Gironde se déroulent les 14 et 21 juin 1981.

## Élus
| Circonscription | Député sortant                          | Parti | Parti | Député élu ou réélu   | Parti | Parti |
| --------------- | --------------------------------------- | ----- | ----- | --------------------- | ----- | ----- |
| 1re             | Jean Valleix                            |       | RPR   | Jean Valleix          |       | RPR   |
| 2e              | Jacques Chaban-Delmas                   |       | RPR   | Jacques Chaban-Delmas |       | RPR   |
| 3e              | Henri Deschamps                         |       | PS    | Catherine Lalumière   |       | PS    |
| 4e              | Pierre Garmendia                        |       | PS    | Pierre Garmendia      |       | PS    |
| 5e              | Raymond Julien                          |       | MRG   | Raymond Julien        |       | MRG   |
| 6e              | Michel Sainte-Marie                     |       | PS    | Michel Sainte-Marie   |       | PS    |
| 7e              | Pierre Lataillade                       |       | RPR   | Kléber Haye           |       | PS    |
| 8e              | Pierre Lagorce                          |       | PS    | Pierre Lagorce        |       | PS    |
| 9e              | Gérard César suppléant de Robert Boulin |       | RPR   | Gilbert Mitterrand    |       | PS    |
| 10e             | Bernard Madrelle                        |       | PS    | Bernard Madrelle      |       | PS    |

## Positionnement des partis
La majorité sortante UDF-RPR-CNIP se présente sous le sigle « Union pour la nouvelle majorité », le Parti socialiste unifié sous l'étiquette « Alternative 81 ».

## Résultats

### Résultats à l'échelle du département
| Parti          | Parti                              | Premier tour | Premier tour | Second tour | Second tour | Sièges |
| Parti          | Parti                              | Voix         | %            | Voix        | %           | Sièges |
| -------------- | ---------------------------------- | ------------ | ------------ | ----------- | ----------- | ------ |
|                | Parti socialiste                   | 212 287      | 41,98        | 109 917     | 39,88       | 7      |
|                | Parti communiste français          | 61 344       | 12,13        |             |             | 0      |
|                | Mouvement des radicaux de gauche   | 26 886       | 5,32         | 37 016      | 13,43       | 1      |
|                | Majorité présidentielle            | 300 517      | 59,43        | 146 933     | 53,31       | 8      |
|                |                                    |              |              |             |             |        |
|                | Rassemblement pour la République   | 129 387      | 25,59        | 97 776      | 35,48       | 2      |
|                | Union pour la démocratie française | 67 536       | 13,36        | 30 909      | 11,21       | 0      |
|                | Mouvement des démocrates           | 394          | 0,08         |             |             | 0      |
|                | Union pour la nouvelle majorité    | 197 317      | 39,02        | 128 685     | 46,69       | 2      |
|                |                                    |              |              |             |             |        |
|                | Extrême gauche (dont LO et LCR)    | 3 777        | 0,75         |             |             | 0      |
|                | Divers écologiste                  | 2 813        | 0,56         | 0           |             |        |
|                | Front national                     | 655          | 0,13         | 0           |             |        |
|                | Divers gauche                      | 320          | 0,06         | 0           |             |        |
|                | Parti socialiste unifié            | 276          | 0,05         | 0           |             |        |
|                |                                    |              |              |             |             |        |
| Inscrits       | Inscrits                           | 737 132      | 100,00       | 372 211     | 100,00      | 10     |
| Abstentions    | Abstentions                        | 225 211      | 30,55        | 93 331      | 25,07       |        |
| Votants        | Votants                            | 511 921      | 69,45        | 278 880     | 74,93       |        |
| Blancs et nuls | Blancs et nuls                     | 6 246        | 1,22         | 3 262       | 1,17        |        |
| Exprimés       | Exprimés                           | 505 675      | 98,78        | 275 618     | 98,83       |        |

### Résultats par circonscription

#### Première circonscription (Bordeaux-I)
| Candidat       | Candidat                   | Parti          | Premier tour | Premier tour | Second tour | Second tour |  |
| Candidat       | Candidat                   | Parti          | Voix         | %            | Voix        | %           |  |
| -------------- | -------------------------- | -------------- | ------------ | ------------ | ----------- | ----------- |  |
|                | Jean Valleix sortant réélu | RPR (UNM)      | 23 733       | 46,38        | 27 870      | 51,25       |  |
|                | Jacques Dangoumau          | PS             | 19 569       | 38,24        | 26 515      | 48,75       |  |
|                | Jacques Soulé              | PCF            | 4 807        | 9,39         |             |             |  |
|                | Jean-Pierre Berron         | UDF (Rad)      | 1 465        | 2,86         |             |             |  |
|                | Jacques Colombier          | FN             | 655          | 1,28         |             |             |  |
|                | Denis Lacoste              | LO             | 545          | 1,07         |             |             |  |
|                | Jacques Courmontagne       | MDD            | 394          | 0,77         |             |             |  |
|                |                            |                |              |              |             |             |  |
| Inscrits       | Inscrits                   | Inscrits       | 77 794       | 100,00       | 77 788      | 100,00      |  |
| Abstentions    | Abstentions                | Abstentions    | 26 136       | 33,6         | 22 883      | 29,42       |  |
| Votants        | Votants                    | Votants        | 51 658       | 66,4         | 54 905      | 70,58       |  |
| Blancs et nuls | Blancs et nuls             | Blancs et nuls | 490          | 0,95         | 520         | 0,95        |  |
| Exprimés       | Exprimés                   | Exprimés       | 51 168       | 99,05        | 54 385      | 99,05       |  |

#### Deuxième circonscription (Bordeaux-II)
|                  | Jacques Chaban-Delmas sortant réélu | RPR (UNM)      | 11 133 | 57,91  |  |  |  |
|                  | Christian Danthez                   | PS             | 6 440  | 33,50  |  |  |  |
|                  | Claude Scipion                      | PCF            | 1 372  | 7,14   |  |  |  |
|                  | Henri Péré-Escamps                  | PSU            | 279    | 1,45   |  |  |  |
|                  |                                     |                |        |        |  |  |  |
| Inscrits         | Inscrits                            | Inscrits       | 30 034 | 100,00 |  |  |  |
| Abstentions      | Abstentions                         | Abstentions    | 10 655 | 35,48  |  |  |  |
| Votants          | Votants                             | Votants        | 19 379 | 64,52  |  |  |  |
| Blancs et nuls   | Blancs et nuls                      | Blancs et nuls | 155    | 0,8    |  |  |  |
| Exprimés         | Exprimés                            | Exprimés       | 19 224 | 99,2   |  |  |  |
| Source : CEVIPOF |                                     |                |        |        |  |  |  |

#### Troisième circonscription (Bordeaux-III)
| Candidat       | Candidat                 | Parti             | Premier tour | Premier tour | Second tour | Second tour |  |
| Candidat       | Candidat                 | Parti             | Voix         | %            | Voix        | %           |  |
| -------------- | ------------------------ | ----------------- | ------------ | ------------ | ----------- | ----------- |  |
|                | Catherine Lalumière élue | PS                | 13 551       | 44,27        | 18 466      | 59,74       |  |
|                | Robert Dussart           | RPR (UNM)         | 6 906        | 22,56        | 12 447      | 40,26       |  |
|                | Patrick Epron            | UDF (Rad)         | 5 060        | 16,53        |             |             |  |
|                | Guy Lacour               | PCF               | 3 621        | 11,83        |             |             |  |
|                | Claire Lelann            | Divers écologiste | 856          | 2,80         |             |             |  |
|                | André Demarcq            | Divers gauche     | 320          | 1,05         |             |             |  |
|                | Marie-Hélène Marmisse    | LO                | 293          | 0,96         |             |             |  |
|                |                          |                   |              |              |             |             |  |
| Inscrits       | Inscrits                 | Inscrits          | 48 680       | 100,00       | 48 671      | 100,00      |  |
| Abstentions    | Abstentions              | Abstentions       | 17 815       | 36,6         | 17 342      | 35,63       |  |
| Votants        | Votants                  | Votants           | 30 865       | 63,4         | 31 329      | 64,37       |  |
| Blancs et nuls | Blancs et nuls           | Blancs et nuls    | 258          | 0,84         | 416         | 1,33        |  |
| Exprimés       | Exprimés                 | Exprimés          | 30 607       | 99,16        | 30 913      | 98,67       |  |

#### Quatrième circonscription (Créon)
|                | Pierre Garmendia sortant réélu | PS                | 33 833 | 55,30  |  |  |  |
|                | Christophe Lacarin             | UDF (MDSF)        | 14 239 | 23,27  |  |  |  |
|                | Michel Broqua                  | PCF               | 10 328 | 16,88  |  |  |  |
|                | Alain Jacquet                  | Divers écologiste | 1 957  | 3,20   |  |  |  |
|                | Jean-François Mas              | LO                | 828    | 1,35   |  |  |  |
|                |                                |                   |        |        |  |  |  |
| Inscrits       | Inscrits                       | Inscrits          | 91 358 | 100,00 |  |  |  |
| Abstentions    | Abstentions                    | Abstentions       | 29 330 | 32,1   |  |  |  |
| Votants        | Votants                        | Votants           | 62 028 | 67,9   |  |  |  |
| Blancs et nuls | Blancs et nuls                 | Blancs et nuls    | 843    | 1,36   |  |  |  |
| Exprimés       | Exprimés                       | Exprimés          | 61 185 | 98,64  |  |  |  |

#### Cinquième circonscription (Lesparre-Médoc)
| Candidat       | Candidat                             | Parti          | Premier tour | Premier tour | Second tour | Second tour |  |
| Candidat       | Candidat                             | Parti          | Voix         | %            | Voix        | %           |  |
| -------------- | ------------------------------------ | -------------- | ------------ | ------------ | ----------- | ----------- |  |
|                | Aymar Achille-Fould                  | UDF (Rad)      | 27 057       | 43,16        | 30 909      | 45,50       |  |
|                | Raymond-Georges Julien sortant réélu | MRG            | 26 886       | 42,89        | 37 016      | 54,50       |  |
|                | Alain Chancogne                      | PCF            | 8 031        | 12,81        |             |             |  |
|                | François Labrosse                    | LCR            | 715          | 1,14         |             |             |  |
|                |                                      |                |              |              |             |             |  |
| Inscrits       | Inscrits                             | Inscrits       | 90 133       | 100,00       | 90 132      | 100,00      |  |
| Abstentions    | Abstentions                          | Abstentions    | 26 676       | 29,6         | 21 224      | 23,55       |  |
| Votants        | Votants                              | Votants        | 63 457       | 70,4         | 68 908      | 76,45       |  |
| Blancs et nuls | Blancs et nuls                       | Blancs et nuls | 768          | 1,21         | 983         | 1,43        |  |
| Exprimés       | Exprimés                             | Exprimés       | 62 689       | 98,79        | 67 925      | 98,57       |  |

#### Sixième circonscription (Mérignac)
|                | Michel Sainte-Marie sortant réélu | PS             | 40 950  | 53,24  |  |  |  |
|                | Robert Sicre                      | RPR (UNM)      | 15 945  | 20,74  |  |  |  |
|                | Simone Rossignol                  | PCF            | 11 740  | 15,26  |  |  |  |
|                | André Giraud                      | UDF (MDSF)     | 6 885   | 8,95   |  |  |  |
|                | Gérard Barthélémy                 | LO             | 877     | 1,14   |  |  |  |
|                | Marie-Thérèse Astruc              | LCR            | 516     | 0,67   |  |  |  |
|                |                                   |                |         |        |  |  |  |
| Inscrits       | Inscrits                          | Inscrits       | 116 397 | 100,00 |  |  |  |
| Abstentions    | Abstentions                       | Abstentions    | 38 479  | 33,06  |  |  |  |
| Votants        | Votants                           | Votants        | 77 918  | 66,94  |  |  |  |
| Blancs et nuls | Blancs et nuls                    | Blancs et nuls | 1 005   | 1,29   |  |  |  |
| Exprimés       | Exprimés                          | Exprimés       | 76 913  | 98,71  |  |  |  |

#### Septième circonscription (Arcachon)
| Candidat       | Candidat                  | Parti          | Premier tour | Premier tour | Second tour | Second tour |  |
| Candidat       | Candidat                  | Parti          | Voix         | %            | Voix        | %           |  |
| -------------- | ------------------------- | -------------- | ------------ | ------------ | ----------- | ----------- |  |
|                | Pierre Lataillade sortant | RPR (UNM)      | 30 794       | 47,09        | 33 106      | 47,42       |  |
|                | Kléber Haye élu           | PS             | 27 890       | 42,65        | 36 705      | 52,58       |  |
|                | Jean Barrière             | PCF            | 6 709        | 10,26        |             |             |  |
|                |                           |                |              |              |             |             |  |
| Inscrits       | Inscrits                  | Inscrits       | 89 522       | 100,00       | 89 520      | 100,00      |  |
| Abstentions    | Abstentions               | Abstentions    | 23 302       | 26,03        | 18 918      | 21,13       |  |
| Votants        | Votants                   | Votants        | 66 220       | 73,97        | 70 602      | 78,87       |  |
| Blancs et nuls | Blancs et nuls            | Blancs et nuls | 827          | 1,25         | 791         | 1,12        |  |
| Exprimés       | Exprimés                  | Exprimés       | 65 393       | 98,75        | 69 811      | 98,88       |  |

#### Huitième circonscription (Langon)
|                | Pierre Lagorce sortant réélu | PS             | 24 674 | 50,69  |  |  |  |
|                | Bertrand Perret              | RPR (UNM)      | 8 650  | 17,77  |  |  |  |
|                | Jean Lafourcade              | PCF            | 7 901  | 16,23  |  |  |  |
|                | Jean-Michel Jardry           | UDF (PR)       | 7 448  | 15,30  |  |  |  |
|                |                              |                |        |        |  |  |  |
| Inscrits       | Inscrits                     | Inscrits       | 68 069 | 100,00 |  |  |  |
| Abstentions    | Abstentions                  | Abstentions    | 18 682 | 27,45  |  |  |  |
| Votants        | Votants                      | Votants        | 49 387 | 72,55  |  |  |  |
| Blancs et nuls | Blancs et nuls               | Blancs et nuls | 714    | 1,45   |  |  |  |
| Exprimés       | Exprimés                     | Exprimés       | 48 673 | 98,55  |  |  |  |

#### Neuvième circonscription (Libourne)
| Candidat       | Candidat               | Parti          | Premier tour | Premier tour | Second tour | Second tour |  |
| Candidat       | Candidat               | Parti          | Voix         | %            | Voix        | %           |  |
| -------------- | ---------------------- | -------------- | ------------ | ------------ | ----------- | ----------- |  |
|                | Gérard César sortant   | RPR (UNM)      | 22 658       | 46,34        | 24 353      | 46,31       |  |
|                | Gilbert Mitterrand élu | PS             | 22 492       | 46,00        | 28 231      | 53,69       |  |
|                | Henriette Poirier      | PCF            | 3 742        | 7,65         |             |             |  |
|                |                        |                |              |              |             |             |  |
| Inscrits       | Inscrits               | Inscrits       | 66 113       | 100,00       | 66 100      | 100,00      |  |
| Abstentions    | Abstentions            | Abstentions    | 16 641       | 25,17        | 12 964      | 19,61       |  |
| Votants        | Votants                | Votants        | 49 472       | 74,83        | 53 136      | 80,39       |  |
| Blancs et nuls | Blancs et nuls         | Blancs et nuls | 580          | 1,17         | 552         | 1,04        |  |
| Exprimés       | Exprimés               | Exprimés       | 48 892       | 98,83        | 52 584      | 98,96       |  |

#### Dixième circonscription (Blaye)
|                | Bernard Madrelle sortant réélu | PS             | 22 898 | 55,94  |  |  |  |
|                | Janick Bergeon                 | RPR (UNM)      | 9 558  | 23,35  |  |  |  |
|                | Daniel Michelet                | UDF (UNM)      | 5 382  | 13,15  |  |  |  |
|                | Armande Montion                | PCF            | 3 093  | 7,56   |  |  |  |
|                |                                |                |        |        |  |  |  |
| Inscrits       | Inscrits                       | Inscrits       | 59 032 | 100,00 |  |  |  |
| Abstentions    | Abstentions                    | Abstentions    | 17 495 | 29,64  |  |  |  |
| Votants        | Votants                        | Votants        | 41 537 | 70,36  |  |  |  |
| Blancs et nuls | Blancs et nuls                 | Blancs et nuls | 606    | 1,46   |  |  |  |
| Exprimés       | Exprimés                       | Exprimés       | 40 931 | 98,54  |  |  |  |